# Polycentropus africanus
Polycentropus africanus är en nattsländeart som beskrevs av G. Marlier 1956. Polycentropus africanus ingår i släktet Polycentropus och familjen fångstnätnattsländor. Inga underarter finns listade i Catalogue of Life.